# نور الدين العرباوي
نور الدين العرباوي أصيل مدينة تالة، هو سياسي وأخصائي نفساني تونسي، أحد أبرز قيادات حركة النهضة ذات التوجه الإسلامي وكان رئيسها في أكتوبر 1991.

## السيرة الذاتية
نور الدين العرباوي هو أصيل مدينة تالة في ولاية القصرين، وهو أخصائي نفساني. دخل العرباوي المجال السياسي مبكرا في صفوف حركة التوجه الإسلامي التي أصبحت حركة النهضة في 1989. شغل العرباوي جل الخطط السياسية داخل الحركة قبل وبعد الثورة التونسية في 2011. 

صدر في حقه حكم بالمؤبد فيما يعرف بمجموعة 1991 الذين حوكموا من أجل التخطيط لمحاولة اغتيال الرئيس المخلوع زين العابدين بن علي وقلب نظام الحكم، وتعرض وقتها لشتى أنواع التعذيب وسوء المعاملة والإهمال الصحي، وذلك طيلة ال18 سنة التي قضاها متنقلا بين زنازين السجون والمعتقلات وآخرها سجن القصرين، ولم يطلق سراحه إلا يوم 5 نوفمبر 2008 ضمن مجموعة متكونة من 21 سجين سياسي. 

في 27 أغسطس 2012، صادق مجلس شورى الحركة على تركيبة المكتب التنفيذي الجديد الذي تلى المؤتمر التاسع أين عين فيه العرباوي نائبا لرئيس المركب السياسي. 

عين في 11 يونيو 2015 رئيسا للمكتب السياسي للحركة، وأعيد تجديد رئاسته على هذا المكتب في 28 سبتمبر 2016 بعد أشهر من المؤتمر العاشر لحركة النهضة. في 22 يوليو 2016، عين عضوا في المكتب التنفيذي للحركة كمكلف بالشؤون السياسية.

## المؤلفات
- نهاية البورقيبية: قراءة في الثورة التونسية، تونس العاصمة، 2012.

## مقالات ذات صلة
- حركة النهضة (تونس)